# Melanchra nigrescens
Melanchra nigrescens là một loài bướm đêm trong họ Noctuidae.